# Irene Epple-Waigel
Irene Epple-Waigel (n. 18 iunie 1957, Seeg, Bavaria, Germania) este o schioare alpină ce a reprezentat Germania, medaliată olimpică. A participat la 3 ediții ale Jocurilor Olimpice (1976, 1980, 1984) în care a câștigat o medalie de argint.